# مذبحة فيردن
كانت مذبحة فردن حدثًا خلال الحروب السكسونية حيث أمر ملك الفرنجة شارلمان بقتل 4500 ساكسون في أكتوبر 782. ادعى شارلمان السيادة على ساكسونيا وفي عام 772 دمر إرمينسول (عامود أو نصب من خشب، جذع شجرة ترمز للاله اودين.)، وهو رمز مهم في العبادة الوثنية السكسونية، خلال حملته المتقطعة لمدة ثلاثين عامًا لإضفاء الطابع المسيحي على الساكسونيين. وقعت المجزرة في فيردن فيما يعرف الآن بساكسونيا السفلى بألمانيا. يشهد هذا الحدث في المصادر الفرنجة المعاصرة، بما في ذلك Royal Frankish Annals الحوليات الملكية الفرنجية.
ابتداءً من سبعينيات القرن التاسع عشر، حاول بعض العلماء تبرئة شارلمان من المذبحة عن طريق اقتراح خطأ في المخطوطة، لكن هذه المحاولات قوبلت بالرفض منذ ذلك الحين. في حين تم قبول رقم 4500 ضحية بشكل عام، يعتبره بعض العلماء مبالغ فيه.
أصبحت المذبحة ذات أهمية خاصة ومثيرة للجدل بين القوميين الألمان في أواخر القرن التاسع عشر وأوائل القرن العشرين وفي ألمانيا النازية. في عام 1935، صمم مهندس للمناظر الطبيعية فيلهلم هوبوتر نصبًا تذكاريًا، يُعرف باسم Sachsenhain («البستان المقدس»)، والذي تم بناؤه في الموقع محتمل للمذبحة. عمل هذا الموقع لفترة كمكان لقاء Schutzstaffel وجدات الحماية النازية ss . جعلت المناقشة الشعبية للمذبحة شارلمان شخصية مثيرة للجدل في ألمانيا النازية حتى «إعادة تأهيله» الرسمية من قبل أدولف هتلر وجوزيف غوبلز، وبعد ذلك تم تقديم شارلمان رسميًا بطريقة إيجابية في ألمانيا النازية.

## منحة دراسية
يقول المؤرخ أليساندرو باربيرو إن المذبحة «ربما أحدثت أكبر وصمة عار على سمعته» فيما يتعلق بشارلمان. في استبيانه حول المنحة الدراسية المتعلقة بشارلمان، يعلق باربيرو على محاولات تبرئة شارلمان وقواته من المذبحة:
حاول العديد من المؤرخين التقليل من مسؤولية تشارلز عن المجزرة، من خلال التأكيد على أنه حتى قبل بضعة أشهر كان الملك يعتقد أنه قد هدأ البلاد، وأقسم النبلاء السكسونيون بالولاء، وتم تعيين العديد منهم كمهمات. وهكذا فإن التمرد يشكل فعل خيانة يعاقب عليه بالإعدام، وهي نفس العقوبة التي فرضها القانون السكسوني القاسي للغاية مع سهولة كبيرة، حتى بالنسبة لأبسط الجرائم. حاول آخرون تحريف الروايات التي قدمتها المصادر، بحجة أن الساكسونيين قُتلوا في معركة ولم يذبحوا بدم بارد، أو حتى أن الفعل decollare (لقطع الرأس) كان خطأ الناسخ بدلاً من delocare (الانتقال)، لذلك تم ترحيل الأسرى. لم تثبت مصداقية أي من هذه المحاولات.
يتابع: «كان الفهم الأكثر احتمالاً للإعدام الجماعي لفردن هو اساس ثابت»، حيث أراد شارلمان «التصرف كملك حقيقي لإسرائيل»، مستشهداً بالحكاية التوراتية للإبادة الكاملة للعمالقة وغزو الموآبيين من قبل داود. يشير باربيرو كذلك إلى أنه بعد بضع سنوات، سجل مؤرخ ملكي، معلقًا على معاملة شارلمان للسكسونيين، «إما هُزِموا أو تنصروا للديانة المسيحية أو ابيدوا تمامًا». 
يعرّف روجر كولينز ضحايا المجزرة بأن جميع الساكسونيين قد شاركوا في معركة Süntel. شارلمان وجد سابقة له في مجلس Cannstatt من 745/6 لتنفيذ الإعدام الجماعي، حيث عمه كارلومان نفذ حكم الإعدام في العديد من النبلاء الالامان الوثنيين.
من ناحية السمعة أثناء حروب شارلمان، فإن مكاسب الساكسونيين الأكبر ستكون بلا شك حمام الدم لفردن حوالي عام 783 . إذا كان عُشر المحاربين الـ 4500 الذين قيل إنهم قُتلوا قد سقطوا في الواقع تحت سيوف الفرنجة، فكر في سلسلة من الرثاء للمحاربين الذين سقطوا، في مرثاة Gododdin ، ويا له من احتفال لاحق بالسمعة من قبل الشعراء، كان من الممكن أن يكون ذلك ممكنًا! 

### التقييمات قبل عام 1933

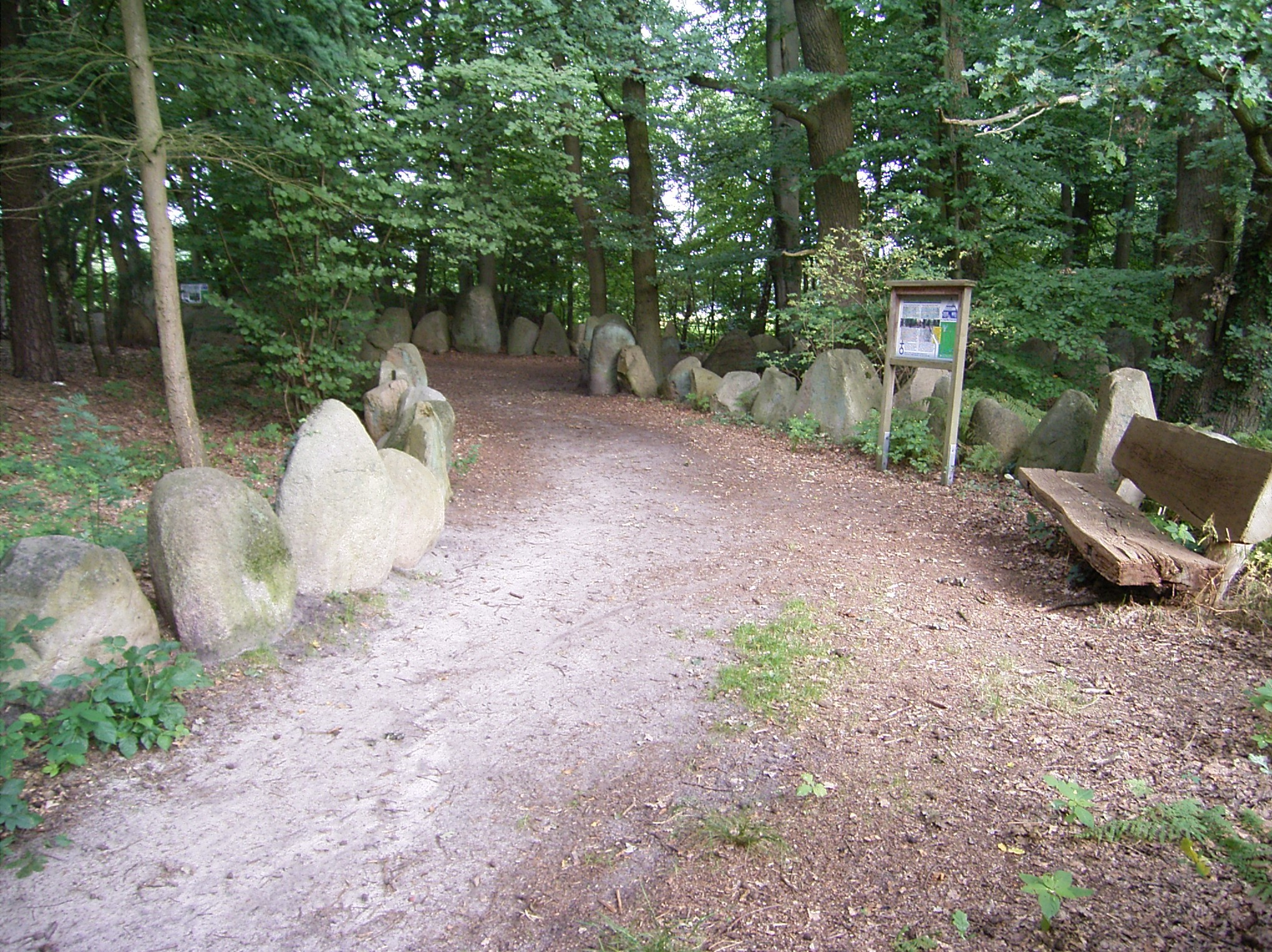
ال Sachsenhain ، نصب تذكاري من الحقبة النازية لمذبحة فيردن أن دير ألير ، ألمانيا

في القرنين السادس عشر والسابع عشر، وافق المؤرخون بشكل عام على إعدامات فيردن، كإظهار للتقوى. خلال عصر التنوير تغير هذا. كان Gottfried Wilhelm Leibniz من أوائل الذين اقترحوا أن Verden ألقى بظلاله على إرث شارلمان. اعتبر فولتير الملك «قاتلاً بألف ضعف»، وكان فيردن محور بربرية له.
وفقًا لباربيرو، فإن الحادثة لن تكون أكثر من مجرد حاشية سفلية في المنحة الدراسية لولا الجدل في الدوائر الألمانية بسبب المشاعر القومية قبل وأثناء الحقبة النازية في ألمانيا.  ارتبط الجدل حول المذبحة بالنزاعات بين القوميين الألمان حول صورة شارلمان. رأى بعض الألمان في ضحايا المذبحة على أنهم مدافعون عن المعتقدات الألمانية التقليدية، ويقاومون الدين المسيحي الأجنبي. يذكر فيلهلم تيود موقع المذبحة في كتابه عام 1929 Germanische Heiligtümer («الأضرحة الجرمانية»). ربط بعض القوميين المسيحيين بين شارلمان وإذلال الهيمنة الفرنسية بعد الحرب العالمية الأولى، وخاصة احتلال الراين. من بين الجيل الأول من المؤرخين الألمان بعد عام 1871 للدفاع عن شارلمان، اعتبر لويس هالفين جهودهم فاشلة.

### ألمانيا النازية
هيرمان جوش، مساعد هاينريش هيملر للثقافة، كان يرى أن شارلمان – معروف في الألمانية باسم كارل الكبير ((بالألمانية: Karl der Große)‏) – يجب تغيير اسمه رسميًا إلى "Karl the Slaughterer" بسبب المجزرة. دعا إلى نصب تذكاري للضحايا. ذكر ألفريد روزنبرغ أيضًا أن الزعيم السكسوني ويدوكيند، وليس كارل، يجب أن يُطلق عليه لقب «العظيم». في ألمانيا النازية، أصبحت المذبحة موضوعًا رئيسيًا للنقاش. في عام 1934، تم عرض مسرحيتين عن Widukind. الأول، Der Sieger (المنتصر) لفريدريك فورستر، صور شارلمان على أنه وحشي لكن هدفه، تنصير الساكسونيين الوثنيين، حسب الضرورة. كان الاستقبال مختلطًا. الثانية، Wittekind ، من قبل إدموند كيس، كانت أكثر إثارة للجدل لانتقادها للمسيحية. أدت المسرحية إلى اضطرابات خطيرة وتوقفت بعد عرضين فقط.  وصف أحد المؤرخين المؤامرة بأنها «أكثر من مجرد صخب موسع مناهض للكاثوليكية»، وصورت المؤامرة شارلمان على أنه طاغية قاتل وفيردين على أنه «محاولة إبادة جماعية دبرتها الكنيسة».
في عام 1935، تم تكليف مهندس المناظر الطبيعية فيلهلم هوبوتر ببناء Sachsenhain («بستان الساكسونيين» الألماني) في Verden ، وهو نصب تذكاري لإحياء ذكرى المذبحة المكونة من 4500 حجر كبير. تم استخدام النصب التذكاري كنصب تذكاري للحدث وكمكان للقاء Schutzstaffel. نُقِش النصب التذكاري على «مذبحة الألمان المقاومين للمعمودية على يد كارل، قاتل الساكسونيين». في نفس العام، تم إلغاء الاحتفال السنوي لشارلمان في آخن، حيث دفن، واستبدلت محاضرة عن «كارل الكبير، الساكسوني الجزار».  قاد ألفريد روزنبرغ الهجمات على شارلمان باسم Sachsenschlächter (ذبح الساكسونيين) وأداة للكنيسة والبابوية. في عام 1935، قاتل سبعة مؤرخين محترفين بالمجلد Karl der Große oder Charlemagne؟ تمت تسوية القضية من قبل أدولف هتلر نفسه، الذي ضغط بشكل خاص على روزنبرغ لوقف إداناته العلنية، ومن قبل الدعاية جوزيف جوبلز، الذي بدأ في إصدار تصريحات إيجابية حول شارلمان. في عام 1936، أشار المؤرخ النازي هاينريش دانينباور إلى «إعادة تأهيل» شارلمان. تم افتتاح موقع تذكاري، Widukindgedächtnisstätte ، في إنجن في عام 1939.

في عام 1942، احتفل النظام النازي بالذكرى 1200 لميلاد شارلمان. أشار المؤرخ أهاسفر فون براندت إلى ذلك على أنه «إعادة التأهيل الرسمية» (amtliche Rearenessierung)، على الرغم من أن Goebbels اعترف في السر بأن الكثير من الناس مرتبكون بسبب تحول الاشتراكية القومية. أشار تقرير Sicherheitsdienst المؤرخ 9 أبريل 1942 إلى أن:
كان هناك العديد من الأصوات التي يمكن سماعها تقول إنه منذ بضع سنوات فقط كان هناك شخص ما كان يعتبر اشتراكيًا قوميًا غير موثوق به، فقد ترك كارل دير غروس مع ميزة واحدة لا تشوبها شائبة ولم يتم التحدث بها أيضًا في نغمات كراهية «لذبح الساكسونيين» و«خدم البابا والأساقفة». يطرح الكثير من الناس السؤال حول من كان في الحزب في ذلك الوقت الذي أذن بهذا الشعار المهين، ومن أي ربع كان هذا التقييم المختلف تمامًا يأتي الآن. 
كان رأي غوبلز أنه من الأفضل لدعاية الدولة في الأمور التاريخية أن تتماشى مع الرأي العام، وبالتالي مع شارلمان وليس ضده. 